# Transistor Schottky

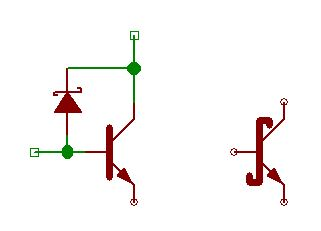
Estrutura interna de um transistor Schottky (à esquerda) e seu simbolo técnico (à direita)

Um Transistor Schottky é uma combinação de um transistor e um diodo Schottky que previne o transistor de saturar por desviar a corrente em excesso na entrada.

## Mecanismo
A lógica transistor-transistor (TTL) usa transistores como chaves saturadas. Um transistor saturado é ligado fortemente, o que significa que ele tem muito mais capacidade do que precisa para a corrente de coletor que está manipulando. Essa capacidade extra cria carga armazenada na base do transistor. A carga armazenada, por sua vez, gera problemas quando o transistor precisa ter seu estado lógico trocado de "1" (ligado) para "0" (desligado): enquanto a carga está presente, o transistor está ligado: toda a carga deve ser removida antes do transistor desligar. Remover essa carga, entretanto, leva tempo (chamado de tempo de armazenamento), então o resultado da saturação é um atraso entre a aplicação do sinal de entrada na base e a queda da tensão no coletor. O tempo de armazenamento acaba sendo uma parte significativa do atraso de propagação na família TTL original.
Esse tempo de armazenamento pode ser eliminado e o atraso de propagação reduzindo ao impedir os transistores de saturarem. Transistores Schottky previnem a saturação e a carga de armazenamento na base. Um transistor Schottky é basicamente um diodo Schottky entre a base e o coletor do transistor. Dessa forma, quando o transistor chega perto da saturação, o diodo Schottky conduz e desvia qualquer excesso de corrente ao coletor. (Essa técnica de impedimento de saturação é usada no circuito grampeador (disponivel em inglês como Baker Clamp) de 1956). Os transistores resultantes, que não saturam, são transistores Schottky. A família TTL Schottky (CIs dos tipos S e LS) usam transistores Schottky em locais críticos.

## Funcionamento

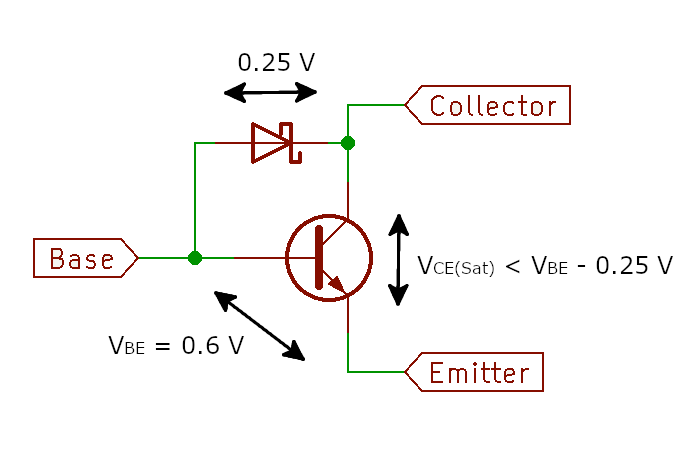
O diagrama de um circuito com um transistor schottky

Quando diretamente polarizado, a queda de tensão em um diodo Schottky é bem menor que a queda em um diodo de silício comum: 0,25V contra 0,7V. Em um transistor padrão saturada, a tensão VBC (Base-Coletor) é de 0,6V. Em um transistor Schottky, o diodo Schottky desvia corrente da base para o coletor antes que o transistor sature.
A corrente de entrada aplicada na base do transistor Schottky encara dois caminhos, sendo um deles pela base do transistor TJB  presente no circuito e outro pelo diodo Schottky seguindo para o coletor. Quando o transistor conduz, haverá uma queda de tensão de cerca de 0,6V entre a junção BE (Base-Emissor). Tipicamente, a tensão de coletor será maior que a tensão da base, e o diodo Schottky vai ser reversamente polarizado. Se a corrente de entrada for aumentada, a tensão do coletor cai abaixo da tensão da base, e o diodo Schottky começa a conduzir e desviar uma parte da corrente de base para o coletor. O transistor é projetado para que sua tensão de saturação de coletor (VCE(sat)) é menor que a tensão Base-Emissor VBE (por volta de 0,6V) menos a queda de tensão da polarização direta do diodo Schottky (cerca de 0,2V). (Em outras palavras: VCE(sat) < 0,4V). 
Consequentemente, a corrente em excesso na entrada é desviada da base e o transistor nunca satura.

## História
Em 1956, Richard Baker descreveu alguns circuitos grampeadores discretos com diodos para impedir os transistores de saturar. Os circuitos são agora conhecidos como grampeadores. Um desses circuitos grampeadores usou um único diodo de germânio para grampear um transistor de silício em uma configuração parecida com a do transistor Schottky. O diodo de germânio, presente no circuito, por si só já tem uma queda de tensão em polarização direta mais baixa que a de um diodo de silício. 
Em 1964, James R. Biard (disponível em inglês) registrou uma patente para o transistor Schottky. Em sua patente o diodo Schottky prevenia o transistor de saturar por minimizar a queda de tensão na junção Coletor-Base, dessa forma reduzindo a injeção de portadores minoritários (são portadores de carga inversos: em silício dopado com material trivalente (tipo P), os portadores de carga em maioria são lacunas, e se denominam portadores majoritários. Entretanto, há alguns portadores de carga, em minoria, que são elétrons livres, e estes são os portadores minoritários. A relação inversa também é válida para silício dopado com material pentavalente (tipo N)) a uma quantidade irrelevante. O diodo podia também ser integrado na mesma pastilha, tendo um layout compacto, não tendo armazenamento de carga com portadores minoritários, sendo mais rápido que um diodo de junção convencional. Sua patente também mostrou como o transistor Schottky podia ser usado em circuitos de lógica DTL (Diode-Transistor Logic) e aprimorar a velocidade de comutação de arquiteturas que ainda utilizavam lógica por saturação, como o Schottky-TTL, a um preço baixo.